# カナディアン・フットボール・リーグ
カナディアン・フットボール・リーグ（英語: Canadian Football League、CFL、フランス語: Ligue canadienne de football、LCF）は、カナダのスポーツリーグであり、最高峰のプロカナディアンフットボールリーグである。1860年代にその起源を遡ることが出来るが、公式には1958年に開始されたとされる。コロナウイルス感染症流行により、2020年シーズンは中止された。

## 概要
全部で9チームが加盟しており、東西のディビジョンに分かれている。毎年、建国記念日のカナダ・デー（7月1日）から19週間のシーズンが始まり、11月上旬に終了する。その後、6チームがプレイオフに残り、最終2チームが「グレイ・カップ」と呼ばれる優勝杯を争う。
2021年4月15日に初となるグローバルドラフト（2021CFLグローバルドラフト）が開催され、日本人からは丸尾玲寿里、山岸明生、町野友哉、佐藤敏基、山﨑丈路、李卓（いずれもXリーグチームの所属）が指名された。

## リーグ拡張検討
CFL は財政上の効果も考慮し、アメリカの都市への拡大を何度か試みているが、現状は芳しくない。ラスベガスなどのNFLチームのない都市がCFLチームを登録しているが、観客動員などが思わしくなく、現在休止中となっている。
2008年3月にCFLはオタワでのチーム再設立計画を発表した。2012年10月に正式に承認され、2013年6月に新チーム名が「オタワ・レッドブラックス」と発表された。チーム名は過去にオタワに本拠地を置いた2球団（ラフ・ライダーズ、レネゲイズ）の頭文字Rを踏襲し、2球団のチームカラー（NHLのセネターズのチームカラーでもある）「赤」と「黒」をそのままチーム名にした。
2018年11月24日に、ハリファックスを本拠地とする10番目のチーム Atlantic Schooners の発足が発表された。2021年のシーズンから参入する予定だったが、親会社のSchooners Sports and Entertainmentのリード・スポークスマンAnthony LeBlancが2020年4月にNHLのオタワ・セネターズに引き抜かれて以降、新型コロナウイルスの感染拡大による2020年シーズンの中止なども影響し、スタジアム建設は暗礁に乗り上げ、参入は未定のままである。

## 登録チーム

### 活動中のチーム
| チーム                                                        | 本拠地                                 | ホームスタジアム                                              | 収容人数               | 位置                                    | 加盟年                 | 創設年                 |
| イースト・ディビジョン                                        | イースト・ディビジョン                 | イースト・ディビジョン                                        | イースト・ディビジョン | イースト・ディビジョン                  | イースト・ディビジョン | イースト・ディビジョン |
| ------------------------------------------------------------- | -------------------------------------- | ------------------------------------------------------------- | ---------------------- | --------------------------------------- | ---------------------- | ---------------------- |
| ハミルトン・タイガーキャッツ Hamilton Tiger-Cats (HAM)        | オンタリオ州ハミルトン                 | ティム・ホートンズ・フィールド                                | 24,000                 | 北緯43度15分9.26秒 西経79度49分48.89秒  | 1950年                 | 1869年                 |
| モントリオール・アルエッツ Montreal Alouettes (MTL)           | ケベック州モントリオール               | パーシバル・モルソン・メモリアル・ スタジアム                 | 23,420                 | 北緯45度30分36.3秒 西経73度34分50.4秒   | 1996年                 | 1946年                 |
| オタワ・レッドブラックス Ottawa Redblacks (OTT)               | オンタリオ州オタワ                     | TDプレイス・スタジアム                                        | 24,000                 | 北緯45度23分53.44秒 西経75度41分1.14秒  | 2014年                 | 1876年                 |
| トロント・アルゴノーツ Toronto Argonauts (TOR)                | オンタリオ州トロント                   | BMOフィールド                                                 | 25,000                 | 北緯43度37分58秒 西経79度25分07秒       | 1873年                 | 1873年                 |
| ウェスト・ディビジョン                                        |                                        |                                                               |                        |                                         |                        |                        |
| BCライオンズ BC Lions (BC)                                    | ブリティッシュコロンビア州バンクーバー | BCプレイス                                                    | 54,320                 | 北緯49度16分36秒 西経123度6分43秒       | 1954年                 | 1954年                 |
| カルガリー・スタンピーダーズ Calgary Stampeders (CGY)         | アルバータ州カルガリー                 | マクマーン・スタジアム                                        | 35,400                 | 北緯51度4分13.18秒 西経114度7分17.00秒  | 1945年                 | 1945年                 |
| エドモントン・エルクス Edmonton Elks (EDM)                    | アルバータ州エドモントン               | ザ・ブリック・フィールド・アット・ コモンウェルス・スタジアム | 56,302                 | 北緯53度33分35秒 西経113度28分34秒      | 1949年                 | 1911年                 |
| サスカチュワン・ラフライダーズ Saskatchewan Roughriders (SSK) | サスカチュワン州レジャイナ             | モザイク・スタジアム                                          | 33,350                 | 北緯50度27分9.46秒 西経104度37分27.09秒 | 1910年                 | 1910年                 |
| ウィニペグ・ブルーボマーズ Winnipeg Blue Bombers (WPG)        | マニトバ州ウィニペグ                   | IGフィールド                                                  | 33,234                 | 北緯49度48分28秒 西経97度8分35秒        | 1930年                 | 1887年                 |

### 活動停止または休止中のチーム
| チーム                           | 加盟期間      |
| -------------------------------- | ------------- |
| アトランティック・スクーナーズ   | 1984年        |
| ボルチモア・スタリオンズ         | 1994年-1995年 |
| バーミンガム・バラクーダズ       | 1995年        |
| ラスベガス・ポッシー             | 1994年        |
| メンフィス・マッドドッグズ       | 1995年        |
| マイアミ・マナティーズ           | 1996年        |
| オタワ・レネゲイズ               | 2002年-2005年 |
| オタワ・ラフライダーズ           | 1876年-1996年 |
| サクラメント・ゴールドマイナーズ | 1993年-1994年 |
| サンアントニオ・テキサンズ '93   | 1993年        |
| サンアントニオ・テキサンズ '95   | 1995年        |
| シュリーブポート・パイレーツ     | 1994年-1995年 |